# Вилхелм I фон Цимерн
Вилхелм I фон Цимерн (на немски: Wilhelm I von Zimmern; † ок. 1041) е първият известен господар и граф на Цимерн. Родът на господарите и графовете фон Цимерн измира по мъжка линия през 1594 г.

## Деца
Вилхелм I фон Цимерн има четирима сина:
- Манголд фон Цимерн († ок. 1085/1088), граф фон Цимерн, има два сина:

- - Рудолф († ок. 1111)
  - Вернер († ок. 1111)
- Алберих фон Цимерн († ок. 1085/1088), граф фон Цимерн, няма деца
- Готфрид I фон Цимерн († 1090/1092), граф фон Цимерн, има осем сина:
  - Георг († 1092)
  - Куно († 1092)
  - Фридрих († 1103)
  - Албрехт († 1096)
  - Готфрид II († ок. 1100/1111), продължава рода
  - Вилхелм II († ок. 1080)
  - Вернер I († ок. 1120/1124)
  - Еберхард († ок. 1120/1124)
- Хартвиг фон Цимерн († ок. 1085/1088), граф фон Цимерн, няма деца